# Максім Лопес
Максім Лопес (фр. Maxime Lopez, нар. 4 грудня 1997, Марсель) — французький футболіст іспансько-алжирського походження, півзахисник італійського «Сассуоло». Виступає на умовах оренди за «Фіорентина».

## Клубна кар'єра
Народився 4 грудня 1997 року в місті Марсель. Вихованець «Марселя». З 2014 року став грати у другій команді. 26 квітня 2014 року дебютував за неї в поєдинку проти «Агда». 8 квітня 2016 року забив свій перший м'яч у дорослому футболі у ворота «Колом'є». Лише за другу команду провів 27 ігор, забив два м'ячі. Під час виступу з'являлася інформація, що в послугах молодого півзахисника зацікавлений «Ліверпуль».
З кінця сезону 2015/16 став залучатися до основної команди. Вже в наступному сезоні, 21 серпня 2016 року дебютував у Лізі 1 у поєдинку проти «Генгама», вийшовши на заміну на 60-ій хвилині замість Буна Сарра. Відіграв за команду з Марселя 150 матчів у різних турнірах.
5 жовтня 2020 року перейшов до італійського «Сассуоло» на умовах оренди. По завершенні сезону 2020/21 італійський клуб викупив його контракт за 2,5 мільйони євро.
1 вересня 2023 року був відданий в оренду з правом викупу до «Фіорентини».

## Виступи за збірні
Протягом 2017–2019 років залучався до складу молодіжної збірної Франції. На молодіжному рівні зіграв у 13 офіційних матчах.

## Статистика виступів

### Статистика клубних виступів
Станом на 4 жовтня 2020
| Сезон                | Команда              | Чемпіонат            | Чемпіонат | Чемпіонат | Національний кубок | Національний кубок | Національний кубок | Континентальні кубки | Континентальні кубки | Континентальні кубки | Інші змагання | Інші змагання | Інші змагання | Усього | Усього |
| Сезон                | Команда              | Ліга                 | Ігор      | Голів     | Ліга               | Ігор               | Голів              | Ліга                 | Ігор                 | Голів                | Ліга          | Ігор          | Голів         | Ігор   | Голів  |
| -------------------- | -------------------- | -------------------- | --------- | --------- | ------------------ | ------------------ | ------------------ | -------------------- | -------------------- | -------------------- | ------------- | ------------- | ------------- | ------ | ------ |
| 2016–17              | «Марсель»            | Л1                   | 30        | 3         | КФ+КЛ              | 3+2                | 0                  | -                    | -                    | -                    | -             | -             | -             | 35     | 3      |
| 2017–18              | «Марсель»            | Л1                   | 24        | 0         | КФ+КЛ              | 4+0                | 0                  | ЛЄ                   | 17                   | 1                    | -             | -             | -             | 45     | 1      |
| 2018–19              | «Марсель»            | Л1                   | 32        | 1         | КФ+КЛ              | 1+1                | 0                  | ЛЄ                   | 5                    | 0                    | -             | -             | -             | 39     | 1      |
| 2019–20              | «Марсель»            | Л1                   | 23        | 0         | КФ+КЛ              | 4+0                | 0                  | -                    | -                    | -                    | -             | -             | -             | 27     | 0      |
| 2020–21              | «Марсель»            | Л1                   | 4         | 0         | КФ                 | 0                  | 0                  | ЛЧ                   | 0                    | 0                    | -             | -             | -             | 4      | 0      |
| жовт. 2020–21        | «Сассуоло»           | A                    | 29        | 2         | КІ                 | 1                  | 0                  | -                    | -                    | -                    | -             | -             | -             | 30     | 2      |
| 2021–22              | «Сассуоло»           | A                    | 35        | 2         | КІ                 | 2                  | 0                  | -                    | -                    | -                    | -             | -             | -             | 37     | 2      |
| 2022–23              | «Сассуоло»           | A                    | 30        | 0         | КІ                 | 1                  | 0                  | -                    | -                    | -                    | -             | -             | -             | 31     | 0      |
| серп.2023            | «Сассуоло»           | A                    | 2         | 0         | КІ                 | 1                  | 0                  | -                    | -                    | -                    | -             | -             | -             | 3      | 0      |
| Усього за «Сассуоло» | Усього за «Сассуоло» | Усього за «Сассуоло» | 96        | 4         |                    | 5                  | 0                  |                      | -                    | -                    |               | -             | -             | 101    | 5      |
| 2023–24              | «Фіорентина»         | A                    | 0         | 0         | КІ                 | 0                  | 0                  | ЛК                   | 0                    | 0                    | -             | -             | -             | 0      | 0      |
| Усього за кар'єру    | Усього за кар'єру    | Усього за кар'єру    | 209       | 8         |                    | 20                 | 0                  |                      | 22                   | 1                    |               | -             | -             | 251    | 9      |

## Особисте життя
Лопес народився у Франції в родині іспанця і алжирки. Його старший брат Жюльєн також футболіст, виступав за юнацьку збірну Алжиру.